# Jupiter Island
Jupiter Island és una població dels Estats Units a l'estat de Florida. Segons el cens del 2000 tenia 620 habitants.

## Demografia
Segons el cens del 2000, Jupiter Island tenia 620 habitants, 285 habitatges, i 190 famílies. La densitat de població era de 88 habitants/km².
Dels 285 habitatges en un 8,1% hi vivien nens de menys de 18 anys, en un 66% hi vivien parelles casades, en un 0,7% dones solteres, i en un 33% no eren unitats familiars. En el 27,4% dels habitatges hi vivien persones soles el 18,9% de les quals corresponia a persones de 65 anys o més que vivien soles. El nombre mitjà de persones vivint en cada habitatge era de 2,03 i el nombre mitjà de persones que vivien en cada família era de 2,3.
Per edats la població es repartia de la següent manera: un 7,9% tenia menys de 18 anys, un 5% entre 18 i 24, un 12,6% entre 25 i 44, un 29,8% de 45 a 60 i un 44,7% 65 anys o més.
L'edat mediana era de 62 anys. Per cada 100 dones de 18 o més anys hi havia 86 homes.
Entorn del 3,1% de les famílies i el 8,1% de la població estaven per davall del llindar de pobresa.

## Poblacions properes
El següent diagrama mostra les poblacions més properes.